# Diego de Almagro (kommun)
Diego de Almagro är en kommun i Chile.   Den ligger i provinsen Provincia de Chañaral och regionen Región de Atacama, i den norra delen av landet, 800 km norr om huvudstaden Santiago de Chile.
Trakten runt Diego de Almagro är ofruktbar med lite eller ingen växtlighet. Trakten runt Diego de Almagro är nära nog obefolkad, med mindre än två invånare per kvadratkilometer.